# Hyperion (Keats)
Hyperion ist der Titel eines nicht fertiggestellten Gedichtes des englischen Romantikers und Poeten John Keats. Das Gedicht basiert auf dem Krieg bzw. dem Fall der Titanen aus der griechischen Mythologie. Keats arbeitete von 1818 bis 1819 an dem Gedicht.

## Figuren und Handlung
Die Titanen sind im Gedicht ein Pantheon von Göttern, deren Herrschaft von den Olympiern unter Jupiter gebrochen wurde. Das titanische Pantheon besteht aus:
- Saturn (König der Titanen)
- Ops (seiner Frau)
- Theia (seiner Schwester)
- Enceladus (Titan/Gott des Krieges)
- Okeanos (Titan/Gott des Meeres)
- Hyperion (Titan/Gott der Sonne)
- Clymene (eine junge Titanin)
- Uranos (Vater Saturns, der altvordere König über die Himmel)

Keats benutzte in seinem Gedicht die englischen Äquivalente der jeweiligen Titanennamen, also Thea anstatt Theia und Oceanos anstatt Okeanos.
Das Gedicht beginnt mit Saturns Klage über den Verlust seiner Macht, die ihm vom Jupiter genommen wurde. Thea findet ihn und führt ihn zu den anderen Titanen, die ebenso entmachtet nun darüber diskutieren, ob sie die Olympier bekämpfen sollen. Oceanos gibt während dieser Diskussion zu, dass er willens ist, seine Macht dem Olympier Neptun zu übergeben, da dieser weitaus schöner als er selbst sei. Clymene beschreibt danach ihre nahezu schmerzhafte Erfahrung, als sie die wunderschöne Musik des Olympiers Apollo hörte. Schließlich versucht Enceladus die anderen Titanen zum Kampf zu überreden. Die Szene wechselt dann zu Hyperion, der als einziger der Titanen seine Macht erhalten hat. Das Gedicht beschreibt zunächst seinen Palast und dann Uranus’ Ansprache, der Hyperion bittet, zu den anderen Titanen zu gehen. Die Szene wechselt zu Apollo, dem neuen Gott der Sonne – aber auch zugleich Gott der Musik, der Kultur und Zivilisation –, der an einem Strand weint. Mnemosyne gesellt sich zu ihm, und er erklärt ihr den Grund für seine Tränen. Er sei sich seines ungeheuren Potentials bewusst, sei aber nicht in der Lage, es zu nutzen. Als er in ihre Augen schaut, überkommt ihn die Erkenntnis, und er wandelt sich vollständig zu einem Gott. Hier bricht das Gedicht ab.

## Späterer Einfluss
Der US-amerikanische Schriftsteller Dan Simmons verfasste von 1989 bis 1990 sein Science-Fiction-Epos Die Hyperion-Gesänge, bestehend aus den Romanen Hyperion und Der Sturz von Hyperion. In beiden Büchern tritt John Keats als Persönlichkeitsrekonstruktion des echten Dichters auf. Die Erzählungen sind zudem mit Zitaten von Keats gespickt.